# Cratere Lichtenberg
Lichtenberg è un cratere lunare di 19,53 km situato nella parte nord-occidentale della faccia visibile della Luna.
Il cratere è dedicato al fisico tedesco Georg Christoph Lichtenberg.

## Crateri correlati
Alcuni crateri minori situati in prossimità di Lichtenberg sono convenzionalmente identificati, sulle mappe lunari, attraverso una lettera associata al nome.
| Lichtenberg | Coordinate            | Diametro (in km) |
| ----------- | --------------------- | ---------------- |
| A           | 28°58′12″N 60°06′36″W | 6,87             |
| B           | 33°15′00″N 61°31′12″W | 4,86             |
| F           | 33°11′24″N 65°27′00″W | 5,19             |
| H           | 31°31′12″N 58°54′00″W | 4,18             |
| R           | 34°34′48″N 70°03′36″W | 30,26            |